# راندي إليوت
راندي إليوت (بالإنجليزية: Randy Elliott)‏ هو لاعب كرة قاعدة أمريكي، ولد في 5 يونيو 1951 في أوكسنارد في الولايات المتحدة.

## وصلات خارجية
- راندي إليوت على موقعبيزبول رفرنس.كوم (الدوري الرئيسي) (الإنجليزية)
- راندي إليوت على موقعبيزبول رفرنس.كوم (الدوري الثانوي) (الإنجليزية)